# Ponte Vecchio
El Ponte Vecchio ('pont Vell' en català) i els vells edificis que l'acompanyen formen la imatge més coneguda de Florència. La seua història es remunta a l'època romana, quan la via Cassia travessava l'Arno pel seu punt més estret (120 aC). Les crescudes del riu s'emportaven cada vegada el pont, i es reconstruïa cada vegada, ja que era l'únic pont que travessava el riu, fet que li atorgava una importància vital per a les comunicacions entre el vell centre i el barri d'Oltrarno. Això va ser així fins que, el 1218, es construí el pont de Carraia. La reconstrucció del 1345 és la que serveix de base al pont actual.
El Ponte Vecchio, en el segle xiii, ja estava ocupat per locals de comerciants i artesans, a més dels blanquers que necessitaven l'aigua per al seu treball, i també hi abundaven els pescadors. Posteriorment, els carnissers s'imposaren al pont, i eren cada dia majors en nombre. La carn no venuda i les deixalles es tiraven directament al riu.
El 1565, Giorgio Vasari hi acabà la construcció del corredor (Corridoio Vasariano) que enllaça els Uffizi amb el Palazzo Pitti a través del Ponte Vecchio. El gran duc Ferran I expulsà el 1593 els carnissers del pont, per no poder suportar les olors d'aquests comerços que considerava vulgars. Volia evitar aqueix espectacle als visitants estrangers en el seu trajecte a la seu de la família granducal, el palau Pitti. Així, les carnisseries foren substituïdes per joieries i orfebreries, que encara avui dia continuen ocupant i caracteritzant el pont.
L'abril del 1944, fou l'únic pont de Florència que van respectar els nazis en retirada, per ordre expressa d'Adolf Hitler. El 1966, també es va salvar de les terribles inundacions que assolaren bona part de la ciutat.
El seu nom, pont Vell, el distingia del Ponte alla Carraia, construït originalment el 1218.